# Cilléne Droichtech
Cilléne Droichtech (mort en 752) ecclésiastique irlandais qui fut abbé d'Iona de 726 à 752.

## Biographie
Cilléne Droichrech dont le surnom signifie « Bâtisseur de ponts », succède à son homonyme Cilléne Fota comme 14e abbé de l'abbaye d'Iona. Bien qu'appartenant aux Uí Néill comme presque tous les successeurs de Colomba Cilléne est issu de la lignée des Uí Néill du sud qui règne sur le royaume de Mide dans les midlands d'Irlande.  Son long abbatiat correspond au règne du puissant roi des Pictes Oengus Ier qui étend sa domination sur les Scots du Dal Riada à partir de 736. Selon le Martyrologe du Donegal c'est Cilléne qui rapporte les reliques d'Adomnan d'Iona en Irlande afin d'établir la paix dans le nord du pays, entre le Cenél Conaill et le Cenél nEógain, après le combat qui les opposent à Druim Fornocht en 727 en promulguant de nouveau la « Loi d'Adomnan » (Cain Adamnain ou Lex Innocentium). Cilléne est présenté comme un anachorète à sa mort en 752 ce qui suggère qu'il a vécu au moins un temps reclus tout en étant abbé de Iona. Dans ce cas la communauté monastique de Iona à peut-être été dirigée par Fedlimid qui avait été coadjuteur de Fáelchú mac Dorbbéni en 722 mais qui ne meurt très âgé à 87 ans seulement en 759. La fête de Cilléne est observée le 3 juillet

## Article lié
- Abbaye d'Iona

## Liens
- Notice dans un dictionnaire ou une encyclopédie généraliste :   - Oxford Dictionary of National Biography